# Clubiona giulianetti
Clubiona giulianetti är en spindelart som beskrevs av William Joseph Rainbow 1898. Clubiona giulianetti ingår i släktet Clubiona och familjen säckspindlar. Inga underarter finns listade i Catalogue of Life.